# Bridgewater Place (Grand Rapids)
Bridgewater Place es un rascacielos situado en el centro de la ciudad de Grand Rapids, en el estado de Míchigan (Estados Unidos). Actualmente es el cuarto edificio más alto de la ciudad. Hace parte de un complejo inmobiliario cuya segunda fase es la torre River House Condominiums, actualmente el edificio más alto de Grand Rapids. Bridgewater Place es un edificio de oficinas de clase A con su propio estacionamiento. Tiene 2 pisos de vestíbulo con algunas oficinas menores, 15 pisos de oficinas y un pequeño piso mecánico en la parte superior, para un total de 18 pisos. Los dos edificios comparten un garaje de estacionamiento sobre el suelo de 7 pisos.